# Rzecznik prasowy

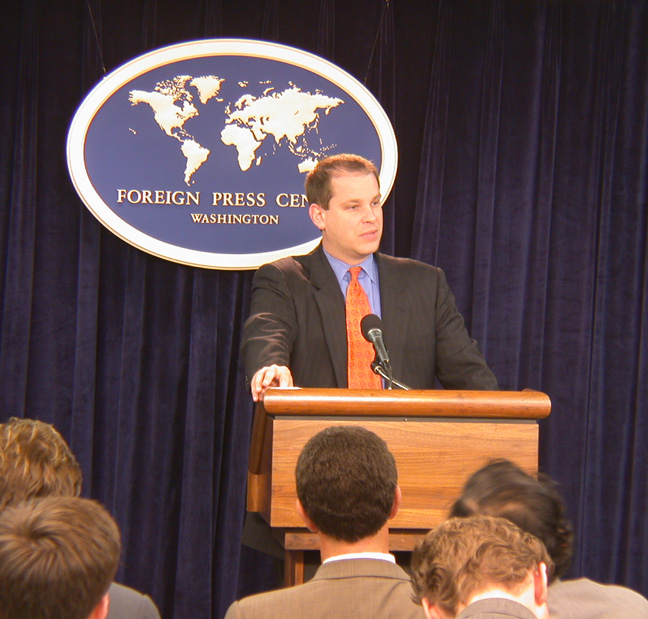
Amerykański rzecznik prasowy

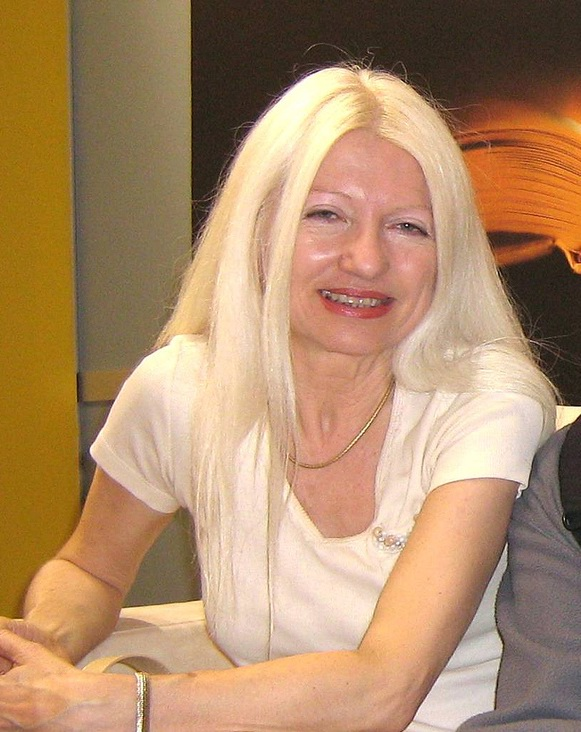
Małgorzata Niezabitowska, rzeczniczka prasowa pierwszego niekomunistycznego rządu Tadeusza Mazowieckiego w latach 1989–1991

Rzecznik prasowy – osoba odpowiedzialna za kontakty organizacji (firmy, instytucji, osoby) z mediami. W Słowniku Języka Polskiego wskazano, iż rzecznik jest to osoba, która w imieniu np. rządu, prezydenta lub jakiejś instytucji udziela informacji dziennikarzom.
Rzecznik prasowy to profesja z pogranicza public relations oraz dziennikarstwa, dlatego wielu rzeczników wywodzi się właśnie z tych obszarów aktywności zawodowej. Z jednej strony osoba, która wykonuje ten zawód, musi stosować metody inne niż dziennikarskie, a z drugiej dobrze, jeśli wie, jak działają dziennikarze i jakich informacji potrzebują. Musi znać media, posiadać wiedzę z zakresu rynku mediów, zasad pracy dziennikarzy, jak również rozumieć czynniki, które warunkują oceny przez nich wydawane. 
Rzecznik prasowy to osoba, której zadaniem jest planowanie, koordynowanie i realizacja kontaktów reprezentowanej przez siebie organizacji z mediami masowymi. Może on wchodzić w skład struktur public relations organizacji. Część badaczy wprost sytuuje rzecznictwo prasowe wśród działań związanych z PR. Rzecznik odpowiada również za monitoring mediów, w ramach którego analizuje materiały pozyskane z mediów samodzielnie lub korzysta ze specjalnie do tego celu powołanych podmiotów.
Rzecznik prasowy to zawód wysokiego zaufania społecznego. Odpowiada za całość informacji na temat firmy, instytucji lub urzędu, która przedostaje się do mediów. Jego obowiązki to nie tylko sporadyczna informacja, ale także realizacja zaplanowanej strategii komunikacji z mediami. Jest więc z jednej strony osobą bardzo dobrze poinformowaną o tym, co się dzieje w firmie (wykonuje także inne zadania, związane np. z komunikacją wewnętrzną w firmie), a z drugiej musi przekazywać tę informację na zewnątrz. W Polsce organizację i zadania rzeczników prasowych w urzędach administracji rządowej reguluje rozporządzenie Rady Ministrów z dnia 8 stycznia 2002 r. w sprawie organizacji i zadań rzeczników prasowych w urzędach organów administracji rządowej. Rzecznicy prasowi wielu firm i instytucji zrzeszeni są w ramach Polskiego Stowarzyszenia Public Relations. W strukturach tej organizacji funkcjonuje Klub Rzeczników Prasowych. Klub ten organizuje i współpracuje przy organizacji projektów dedykowanych branży public relations.